# Picchu Picchu
Der Picchu Picchu (Nevado Pichu Pichu) ist der kleinste der drei Vulkane in der Nähe der Stadt Arequipa im Süden Perus. Verglichen mit Misti (5822 m) und Chachani (6057 m) ist der Picchu Picchu mit 5665 Metern ein wenig niedriger. Zudem liegt er weiter entfernt vom Stadtgebiet und bietet aufgrund der klareren Luft eine bessere Fernsicht. Eine Besteigung ist wie auch bei Misti und Chachani das ganze Jahr über möglich.
Der Gipfelgrat mit seinen 7 Gipfeln weist eine ungewöhnliche Zickzack-Struktur auf, welcher der Vulkan seinen Namen Picchu Picchu, zu deutsch „Spitze Spitze“, verdankt; das Wort Picchu stammt aus dem Quechua und bedeutet Berg. Leicht erkennbar innerhalb dieses Zickzack ist die liegende Gestalt eines Menschen – der Sage nach eines berühmten Inkas – der sich an dieser Stelle zum Schlafen hingelegt haben soll.
An den Hängen des Berges wurden auf etwa 5600 Metern noch Ruinen und Opferstellen der Inkas gefunden. Wahrscheinlich diente der gesamte Hauptgipfel als Plateau für Zeremonien, das aber inzwischen eingestürzt ist.